# 凯夫因罗克县区
凯夫因罗克縣區（英語：Precincts (United States)）是位於美國伊利諾伊州哈丁縣的一個縣區。

## 地方資料
根據2010年美國人口普查的數據，凯夫因罗克縣區的面積為37.52平方千米，當中陸地面積為36.85平方千米，而水域面積為0.67平方千米。當地共有人口751人，而人口密度為每平方千米20.02人。